# Offenhausen (Austria)
Offenhausen – gmina targowa w Austrii, w kraju związkowym Górna Austria, w powiecie Wels-Land. Według Austriackiego Urzędu Statystycznego liczyła 1620 mieszkańców (1 stycznia 2015).

## Współpraca
Miejscowość partnerska:
- Offenhausen, Niemcy